# 정염의 갈매기
정염의 갈매기는 1984년 공개된 대한민국의 영화이다.

## 배역
- 이무정
- 원미경
- 유동근
- 김형자